# Verna Johnston
Verna Johnston, född 18 mars 1930, död 4 april 2010, var en australisk friidrottare. Hon deltog vid olympiska sommarspelen 1952.